# Cantatorium de Saint-Gall
Le cantatorium de Saint-Gall, plus précisément cantatorium dit de Saint-Gall, est un cantatorium en grégorien, achevé vers 922 - 926, auprès de l'abbaye de Saint-Gall en Suisse et conservé toujours dans sa bibliothèque abbatiale. Il s'agit non seulement du cantatorium complet le plus ancien mais également du meilleur manuscrit du chant grégorien du monde, en raison de sa qualité de précision.

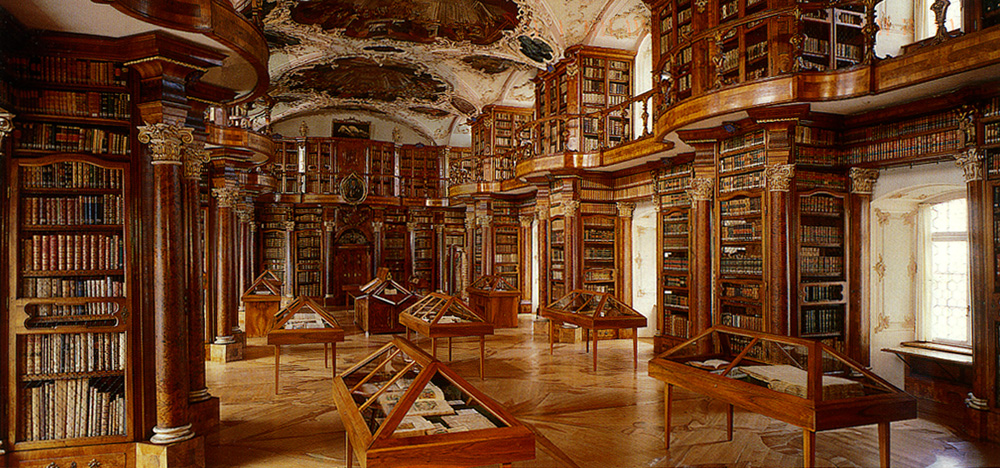
Bibliothèque de l'abbaye de Saint-Gall.

## Caractéristiques
Le manuscrit en parchemin se compose de 178 pages. Ce livre de chant, un cantatorium et manuscrit Cod. 359 de Saint-Gall, date, de nos jours, entre 922 et 926. Comme le premier manuscrit des neumes ne remonte qu'au milieu du IXe siècle, il s'agit de l'un des manuscrits de la première génération du chant grégorien. On ignore toujours l'auteur.
Quoiqu'au XIXe siècle, même un directeur de la bibliothèque de Saint-Gall considérât qu'il s'agisse d'un antiphonaire, ce manuscrit était en fait réservé aux chantres, c'est-à-dire solistes. Donc, les chants contenus sont très développés tandis que les notateurs amplifiaient leur façon d'écriture.
Les lettres significatives dans ce manuscrit indiquent bien cette caractéristique. 3 035 lettres, soit 72 %, du cantatorium fonctionnaient, selon l'étude de J. S. van Waesberghe, comme celles de phrasé ou agogiques. Au contraire, dans le graduel d'Einsiedeln, livre de chant destiné au chœur ou à tous, 26 287 lettres, soit 80 %, se consacraient à la précision de mélodie. Il est probable qu'en tant que musiciens formés, les chantres avaient besoin de plus de précision d'expression en faveur de leur devoir que de celle de mélodie.
Il est vrai que celui-ci se distinguait des publications depuis le XIXe siècle. Toutefois, dans la deuxième moitié du XXe siècle, la valeur de ce manuscrit devint définitive. D'après les études approfondies de la sémiologie grégorienne, il s'agit du meilleur manuscrit en grégorien. Deux professeurs, ancien et actuel, du chant grégorien auprès de l'Institut pontifical de musique sacrée écrivirent : 

« C'est tout à la fois le plus ancien, le plus parfait et le plus précis des manuscrits de l'école sangallienne. Il ne contient que les pièces du soliste : Graduels, Alléluias, Traits. »

— Dom Eugène Cardine, Sémiologie grégorienne (1970/1978), p. 3

« Son écriture est parfaite, tant pour la précision rythmique que pour la noblesse de la calligraphie ; elle ne sera pas égalée. C'est un aide-mémoire sophistiqué pour le rythme et les nuances d'expression, mais la mélodie continue à relever de la tradition orale. »

— Dom Daniel Saulnier, Chant grégorien (2003), p. 119

## Exemples
- exemple I :

Ceux que Dom Daniel Saulnier précise sont évidents selon cette notation. D'ailleurs, d'après cet exemple, on comprend que Dom Eugène Cardine définît et appelât le neume ancien en tant qu' « enregistrement écrit », grâce auquel la sémiologie grégorienne avait réussi à rétablir la nature du chant grégorien.

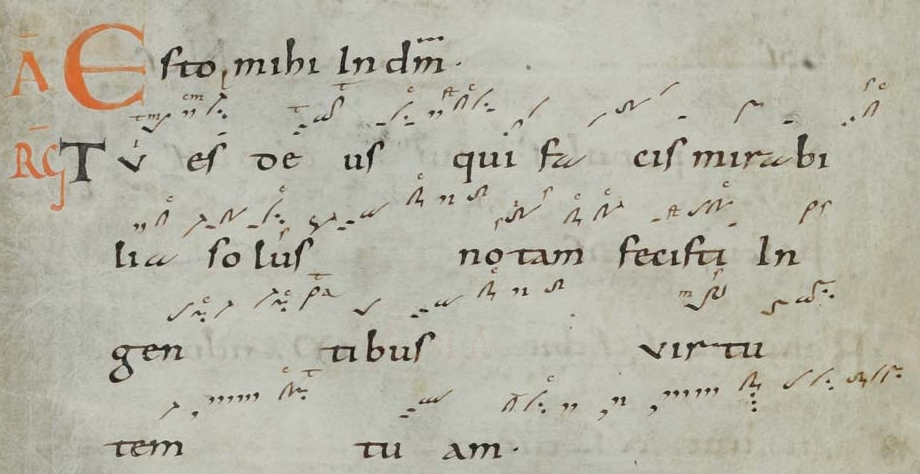

Parachevé entre 922 et 926, le cantatorium de Saint-Gall est considéré comme chef-d'œuvre de l'époque où les notateurs de Saint-Gall complétèrent le développement des neumes sangalliens. Car certains pratiques trouvées dans celui-ci furent perdues plus tard dans la tradition des neumes.
Ainsi, les lettres significatives se trouvent également dans le manuscrit Laon 239, écrit peu avant. Mais, la notation messine renonça à cette pratique plus tôt que celle de la famille de Saint-Gall. Certes, cette dernière possédait le dit Graduel de Saint-Gall auprès de l'abbaye territoriale d'Einsiedeln du XIe siècle. Toutefois, la variété des couleurs d'encre suggère que les lettres significatives d'Einsiedeln furent ajoutées successivement par plusieurs mains. Celles du cantatorium par ses notateurs, donc plus correctes qu'Einsiedeln, sont précieuses.
D'ailleurs, le cantatorium sangallien est un seul manuscrit qui distinguât intentionnellement les deux formes du quilisma-pes ( ɯ ). Dans la notation au-dessus, la graphie à deux demi-cercles était employée pour les cas où un ton entier sépare chacune des notes. Celle de trois demi-cercles signifie d'autres intervalles dont le demi-ton. Après ce cantatorium, tous les manuscrits sangalliens les utilisaient indifféremment.

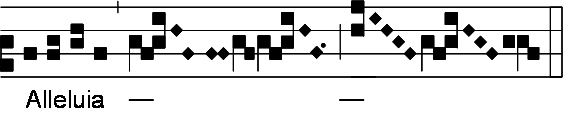

- exemple II :

Dans cette notation à gros carrés, les informations musicales du Jubilus ou du mélisme alléluiatique sont très limitées. La hauteur s'y précise certes. Toutefois, il existe peu de renseignements au regard des rythmes et des expressions. Il s'agit quasiment d'une notation du plain-chant.

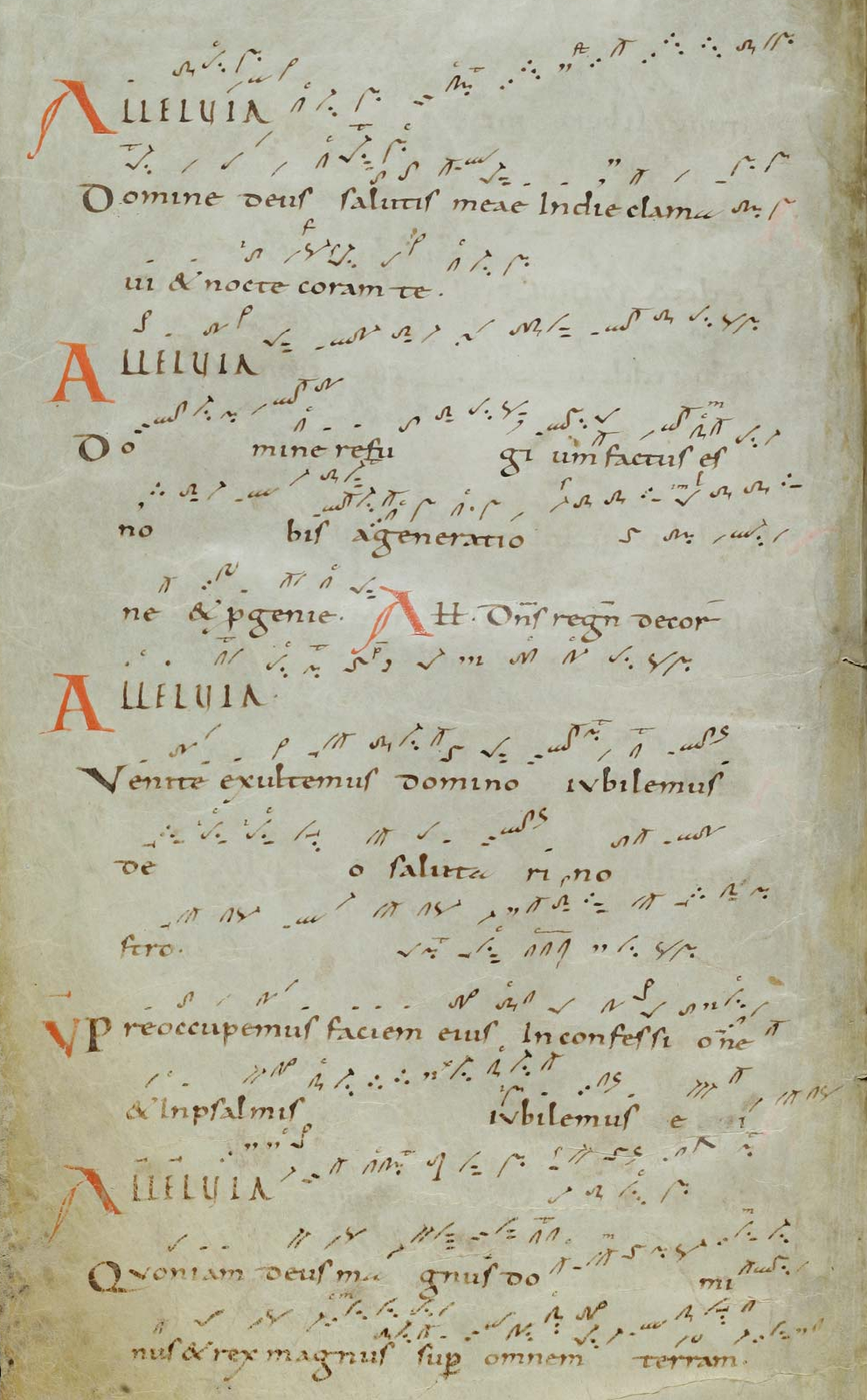

En revanche, l'expression se précise effectivement, note à note, dans le cantatorium de Saint-Gall.

## Publications de fac-similé
- Louis Lambillotte (1851)

Durant les dix dernières années de sa vie, ce prêtre se consacra à la restauration du chant grégorien. Notamment en 1849, il visita la bibliothèque de l'abbaye de Saint-Gall et fit copier les neumes d'un manuscrit très important, à savoir ce cantatorium. Les fac-similés à la main furent soussignés par le directeur des archives le 2 juin. Sa publication fut achevée en 1851, mais faute de connaissance suffisante, intitulée Antiphonaire de Saint Grégoire [lire en ligne].
- comparaison de deux fac-similés, Cantemus Domino gloriose enim honorificatus est (fol. 105) :

1. fac-similé de Lambillotte : [lire en ligne]
2. version numérique : [lire en ligne]

La publication de Lambillotte était citée dans une œuvre de Charles-Marie-Georges dit Joris-Karl Huysmans :

« ... les textes bénédictins s'appuient sur la copie, conservée au monastère de Saint-Gall, de l'antiphonaire de saint Grégoire qui représente le monument le plus ancien, le plus sûr que l'Église détienne du vrai plain-chant. Ce manuscrit dont des fac-similés, dont photographies existent est le code des mélodies grégoriennes et il devrait être, s'il m'est permis de parler de la sorte, la bible neumatique des maîtrises. »

— Joris-Karl Huysmans, En Route (1895), tome II, p. 310
En effet, des moines de Solesmes profitaient de la photographie à la fin de ce siècle-là, en faveur de la restauration du chant grégorien.
- Abbaye Saint-Pierre de Solesmes (1924 et 1988)

En 1924, en tant que tome II de la série monumentale de la Paléographie musicale, l'abbaye de Solesmes fit sortir les fac-similés phototypiques de ce manuscrit.
Comme les Éditions de Solesmes effectuèrent sa réimpression en 1988, ce livre est toujours disponible :  (ISBN 978-2-85274-121-8). Les documents associés telle la table analytique furent renouvelés, selon les études plus recentes 

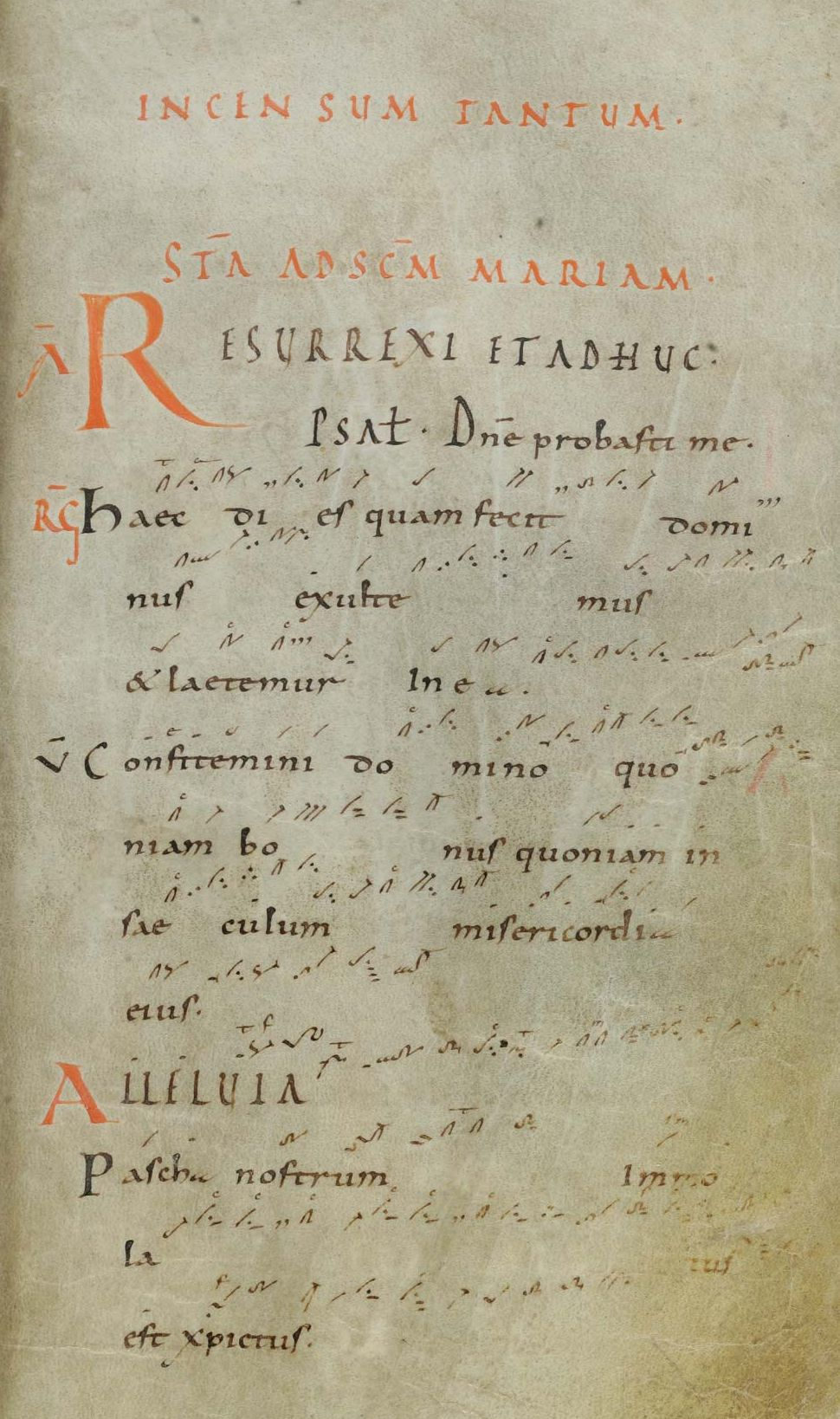
Fol. 107, Resurrexi et adhuc.

- Version numérique

À la suite de la numérisation par la bibliothèque de l'abbaye de Saint-Gall, le fac-similé numérique est désormais accessible [lire en ligne].

## Cantatorium de Saint-Gall dans les notations triplex
De nos jours, la publication des neumes du cantatorium de Saint-Gall se continue, mais d'une manière différente. Les notations triplex ou duplex ont en effet besoin de ses neumes. 
C'était Dom Eugène Cardine de Solesmes qui inventa cette façon, après avoir établi l'interprétation sémiologiques. Comme la notation moderne ainsi que celle de gros carrés ne sont pas capables de représenter correctement l'articulation du chant grégorien, il fit ajouter les neumes purs dans des livres de chant. La notation à carrés reste servir pour le solfège. Mais il s'agit des neumes anciens qui contribuent à indiquer l'expression. Ceux du cantatorium de Saint-Gall sont donc toujours nécessaires, en raison de sa qualité exceptionnelle. 
Dorénavant, les maîtres de chapelle ou chefs de chœur peuvent rétablir et répartir exactement l'expression musicale du chant grégorien, ceux que les religieux et les fidèles chantaient à l'époque de la composition de ce chant, en profitant de ces neumes ajoutés.  
- Abbaye Saint-Pierre de Solesmes, Graduel neumé (1966)

Dans cette optique, Dom Cardine décida de faire imprimer son graduel personnel, une Édition Vaticane publiée en 1908. Donc, le premier pas, c'était une publication en duplex. Les chants s'accompagnent des neumes sangalliens qu'il ajoutait depuis les années 1930 [lire en ligne (extrait)]. Dans l'avertissement, l'auteur précisait les sources dont le cantatorium n° 359. En raison de travaux assez anciens, il ne s'agissait pas d'édition critique. Récemment, l'abbaye exécuta cependant une réimpression, en omettant un certain nombre de chants hors usage  (ISBN 978-2-85274-012-9).
- Abbaye Saint-Pierre de Solesmes, Graduale Triplex (1979)

Lorsque l'abbaye sortit son graduel remanié Graduale romanum en 1974, à la suite du concile Vatican II, Dom Cardine et ses collègues souhaitaient une version en notation triplex. Grâce à une collaboration avec deux disciples du professeur Cardine, le Graduale Triplex fut publié en 1979  (ISBN 978-2-85274-044-0). Les neumes sangalliens préparés par Dom Rupert Fischer sont imprimés en rouge.

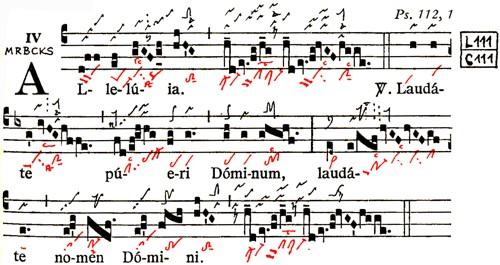

Dans ce Graduale Triplex, l'origine des neumes anciens est effectivement précisée. « C111 » indique que ces neumes en rouge sont certainement issus du chant n° 111 du cantatrium de Saint-Gall. De même, L111 signifie Laon 239, n° 111.
- Vatican, Graduale novum (depuis 2011), coédition avec Con Brio à Ratisbonne

Le Saint-Siège fait publier, pour la première fois, les deux éditions critiques des livres de chant en grégorien. Le premier tome du Graduale novum fut sorti en 2011  (ISBN 978-3-940768-15-5). Au regard de ce graduel, l'éditeur adopta le même principe de la publication du Graduale Triplex. Par conséquent, les neumes sangalliens dont ceux du cantatorium sont imprimés dans celui-ci, mais en noir, vraisemblablement pour un prix plus accessible. La notation à carrés pour le solfège dans cette version est plus correcte, considérablement, que l'Édition Vaticane publié en 1908, en bénéficiant des études sémiologiques.